# Карл (ураган, 2010)
Ураган Карл — самый разрушительный тропический циклон из когда-либо зарегистрированных, поразивших мексиканский штат Веракрус. Одиннадцатый тропический шторм, шестой ураган и пятый и последний сильный ураган сезона ураганов 2010 года в Атлантическом океане. Карл сформировался из области низкого давления у северного побережья Венесуэлы 11 сентября 2010 года. Он пересёк Карибский бассейн и усилился до тропического шторма 14 сентября 2010 года. Циклон обрушился на мексиканский полуостров Юкатан, а затем быстро усилился в заливе Кампече, прежде чем вышел на сушу вблизи города Веракрус на центральном побережье Мексиканского залива, в виде значительного урагана. Это стало первым известным случаем возникновения значительного урагана в заливе Кампече. После этого шторм быстро ослабел над горами Мексики и рассеялся 18 сентября.
По состоянию на 23 сентября 2010 погибло 22 человека, большинство из которых находились в штате Веракрус. Застрахованный ущерб от шторма оценивался в 206 миллионов долларов США по состоянию на январь 2011 года, в то время как общий ущерб составил приблизительно 3,9 миллиарда долларов США.

## Метеорологическая история
Ураган Карл произошёл вследствие взаимодействия между барической ложбиной и тропической волной, идущей на запад. Ложбина (вытянутая область низкого давления) возникла в районе неорганизованной муссонной конвекции к северу от Южной Америки над Наветренными островами в начале сентября 2010 года. Несколько дней спустя тропическая волна, которая покинула побережье Африки 1 сентября, приблизилась к этому району и к 8 сентября слилась с барической ложбиной. В течение нескольких дней получившаяся в результате система низкого давления задерживалась над Карибским морем, образовывая бесформенную массу и создавая неорганизованные участки конвекции. Хотя конвекция оставалась не связанной со средними характеристиками урагана, общая циркуляция ветра продолжала усиливаться на поверхности. Тенденция развития ненадолго прервалась к 13 сентября, однако конвективная структура продолжала усиливаться. Условия оставались благоприятными для реорганизации, и к 21:00 UTC 14 сентября 2010 года образовались небольшие, но консолидированные центры циркуляции воздушных масс. В реальном времени это было началом формирования тропического шторма Карл. Он находился примерно в 435 км к востоку от мексиканского города Четумаль. После повторного анализа было выявлено, что тропическая депрессия фактически образовалась шестью часами ранее.
Сохраняя преобладающую барическую ложбину на севере Мексиканского залива, Карл продолжал движение в основном на запад в течение большей части своей активности. Поддерживаемый симметричным оттоком на верхнем уровне, шторм медленно усиливался при очень высоких температурах воды в условиях низкого сдвига ветра. 15 сентября 2010 года Карл совершил свой первый выход на сушу на юго-восточном побережье Юкатана в виде сильного тропического шторма, с силой ветра около 100 км/ч. По мере того как он перемещался вглубь материка, радарные снимки из Белиза показывали развивающийся глаз циклона, что означало, что шторм в это время развился до урагана. Хотя шторм постепенно ослабевал, пока пересекал Юкатан, его структура облаков оставалась хорошо организованной, с кольцом глубокой конвекции, окружающим глаз урагана. Около 04:00 UTC 16 сентября центр урагана вышел в залив Кампече и немного замедлился. Расположенный снова над тёплыми водами в благоприятных условиях сдвига, Карл неуклонно усиливался и получил статус урагана в 240 км от побережья Кампече, после того как метеоразведка обнаружила его развивающийся глаз. Одновременно с ураганом Карл развивались ураганы Игорь и Юлия. Впервые с 1998 года в Северной Атлантике было зарегистрировано не менее трёх одновременных ураганов.
Ураган начал быстро усиливаться после нескольких часов неуклонного продвижения в сторону суши; его структура облаков быстро организовалась, и с охлаждением вершин облаков тёплый глаз циклона стал чётким. Развернувшись на юго-запад, 17 сентября Карл стал ураганом 3 категории; его максимальная скорость ветра достигла 205 км/ч всего за четыре часа до выхода на сушу. Карл стал самым сильным ураганом, когда-либо наблюдавшимся в заливе Кампече после достижения этой интенсивности. Предыдущий рекорд принадлежал урагану Айтем, случившемуся в 1950 году. Несмотря на внезапное увеличение минимального атмосферного давления, Карл сохранил свои силы и в 16:45 UTC передвинулся в виде урагана 3 категории в прибрежные воды города Веракрус (Мексика). Оказавшись на суше, ураган быстро ослаб в условиях высокогорий, и к 18 сентября вокруг всё более нарушенной циркуляции не осталось глубокой конвекции. Около 09:00 UTC система урагана была реклассифицирована в тропический циклон, так как его низкоуровневая циркуляция рассеялась, хотя в некоторых районах продолжали идти сильные ливни и грозы.

## Подготовка

### Западный карибский бассейн
После образования тропического циклона правительство Мексики опубликовало предупреждение о тропическом шторме для восточного побережья полуострова Юкатан, от города Четумаль до мыса Каточе на севере полуострова. Кроме того, было определено время прихода урагана для побережья северной части Белиза от города Белиз до границы между Белизом и Мексикой. Ввиду угрозы урагана власти в Гондурасе объявили зелёное погодное предупреждение для всей страны, кроме Ислас-де-ла-Баия, где в течение 36 часов оставалось в силе жёлтое предупреждение о погодной опасности. Эль-Кахон, крупная гидроэлектростанция, расположенная в западном Гондурасе, сбросила часть воды из своего водохранилища в прилегающие реки, чтобы предотвратить затопление окружающих низменных районов. Должностным лицам портов вдоль береговой линии было рекомендовано принять необходимые меры предосторожности из-за неблагоприятных погодных условий. В Белизе в морских портах закрепили грузы и прекратили операции для обеспечения безопасности морских судов и морских рабочих. Школы были закрыты в северных округах Коросаль и Ориндж-Уолк, а также в городе Сан-Педро и на острове Кей Колкер во время прохождения шторма.
В Кинтана-Роо чиновники открыли убежища и распорядились эвакуировать низменные районы вдоль предполагаемого пути шторма. Сотни людей были эвакуированы из Банко Чинчорро, атоллового рифа и дайвинг-центра недалеко от Коста Майя. В Фелипе-Каррильо-Пуэрто, расположенном к югу от археологических руин Тулум, власти подготовили бетонные жилые дома, чтобы предоставить убежище нескольким сотням общин коренных майя. Когда Карл двинулся дальше вглубь страны, в Кампече были объявлены оранжевые предупреждения для муниципалитетов Хопельчен и Калакмуль, в то время как на остальную часть штата распространялось жёлтое предупреждение. Укрытия были открыты в районах, подверженных наводнениям, в городах Кампече, Чампотон и муниципалитете Калькини. Местным жителям было рекомендовано не вывозить мусор в течение трех дней, так как услуги по его сбору должны были быть приостановлены из-за угрозы проливных дождей.

### Веракрус
Правительство штата Веракрус опубликовало красное предупреждение о погодной опасности, когда Карл приблизился к береговой линии штата; восемь муниципалитетов получили обязательные приказы об эвакуации с побережья. Атомная электростанция Лагуна Верде, расположенная на береговой линии Веракруса, прекратила свою работу в качестве меры предосторожности. Кроме того, Pemex эвакуировала свои объекты в Мексиканском заливе, которые были расположены на пути урагана. 17 сентября 2010 года мировые цены на нефть быстро выросли, так как компания прекратила добычу на 14 скважинах. Цены поднялись на 54 цента до 75,11 доллара за баррель.

## Последствия

### Полуостров Юкатан
Когда Карл ударил по побережью Кинтана-Роо, сильные осадки, составляющие до 157 мм в некоторых районах, привели к рассеянному затоплению. В разгар шторма в общей сложности 54 265 жителей остались без электричества, но для большинства из них подача электроэнергии была восстановлена в течение дня. Около 600 домов в Четумаль пострадали от наводнения высотой до 1,5 метров, что вынудило сотни жителей эвакуироваться. По сообщениям, сильные ветры повалили несколько деревьев в Бакаларе. Муниципалитеты Отон-Бланко, Фелипе-Каррильо-Пуэрто и Хосе-Мария-Морелос сообщили о значительных потерях в сельском хозяйстве. По оценкам, было затронуто в общей сложности 11 650 га урожая, уничтожено 3477 га кукурузы. Приблизительно 7800 гектаров сахарного тростника вдоль берегов Рио-Ондо были потеряны, что привело к экономическим потерям в размере 76 миллионов мексиканских песо (6,23 миллиона долларов США). В Отон-Бланко было потеряно 477 гектаров перца чили халапеньо, в то время как плантации бананов, маниока и цитрусовых в этом районе получили значительные повреждения от ветра. В целом ущерб дорогам, сооружениям и имуществу в муниципалитете оценивался в 120 миллионов песо (9,9 миллионов долларов США).
Хотя сообщений о значительном ущербе не поступало, сильные ветры в Белизе повредили линии электропередач и затопили водные суда вдоль границы между Белизом и Мексикой. В глубине суши в Кампече максимальное накопление осадков за 24 часа составило не более 24 мм, сообщалось о незначительном ущербе. Шторм не оставил жертв на полуострове, поскольку его выход на сушу произошёл в малонаселенном районе.

### Мексиканский залив
В результате одного из самых дождливых сезонов в Мексике, проливные дожди циклона Карл привели к катастрофическому наводнению, которое привело к значительным разрушениям в штате Веракрус. Наиболее сильные осадки выпали вдоль северной части пути шторма, с локальными уровнями осадков до 455 мм, зарегистрированными в Мисантле. На суше ветры, вызванные сильными ураганами, выкорчевали сотни тысяч деревьев и вызвали повсеместное отключение электроэнергии, оставив до 280 000 потребителей в темноте. Катастрофа затронула по меньшей мере 163 из 212 муниципалитетов штата, и через несколько дней после прохождения урагана более половины территории оставалась затопленной. Это вызвало самое большое перемещение населения в истории региона; около 150 000 жителей были эвакуированы в общей сложности в 423 штормовых укрытия по всему штату. Ураган Карл унёс жизни двенадцати человек в штате. В официальном пресс-релизе правительства 24 сентября 2010 года упоминалось ещё о двух других смертельных случаях в результате урагана.
Помимо гибели людей, ураган Карл причинил серьёзный ущерб. В муниципалитете Котаксла уровень паводковых вод достиг высоты 12 метров. Наводнение затопило большую часть муниципалитета, а многие сооружения оказались в грязи. В некоторых районах наводнение было описано как «беспрецедентное». Ущерб был причинён и муниципалитету Фелипе-Каррильо-Пуэрто; два человека пропали без вести. Воздействие на растительность было особенно заметно в Бока-дель-Рио, расположенном недалеко от устья реки Джамапа, где ветром было повалено более чем 400 000 деревьев. В результате засорения устья реки около 30 000 человек вынуждены были эвакуироваться из прилегающих районов. В штате Пуэбла два человека погибли в результате оползня. Третья женщина погибла в Табаско — она утонула в своём затопленном доме. По разным оценкам в результате урагана Карл около 200 000 человек остались без электричества.
В общей сложности в результате урагана Карл погибло 22 человека, а 11 пропали без вести.  По оценкам, в Мексике от бури пострадали 15,8 миллиона человек. По предварительным оценкам, ущерб от урагана Карл в Веракрусе составил 70 млрд мексиканских песо (5,6 млрд долларов США). В Пуэбле потери от шторма достигли 200 миллионов песо (16 миллионов долларов США).  Окончательные оценки экономических потерь по всей Мексике составили 50 млрд песо (3,9 млрд долларов США), а страховые убытки — 2,5 млрд песо (200 млн долларов США).

## Ликвидация последствий
После сильного наводнения, вызванного ураганом Карл, примерно 3500 человек нашли убежище в приютах, созданных в школах по всему штату Веракрус. Считается, что от 250 000 до 500 000 человек остались без крова, поскольку 120 муниципалитетов по всему штату пережили сильные наводнения. Чрезвычайные должностные лица заявили, что все предупреждения останутся в силе, несмотря на то, что ураган Карл уже прошёл, чтобы информировать общественность о сохраняющейся опасности. В течение нескольких недель после урагана восстановительные бригады вывезли примерно 18 000 тонн мусора по всему штату Веракрус.
Несмотря на разрушительные последствия шторма, имя «Карл» не было вычеркнуто из списка использованных имён ураганов и снова использовалось в 2016 году.

### Комментарии
1. ↑   Центральноамериканская система оповещения об ураганах использует синий, зеленый, желтый, оранжевый и красный цвета для обозначения шкалы опасности, причем синий цвет обозначает наименьшую угрозу, а красный - наибольшую.
Источник: Alerta Huracane. Bomberos y Protección Civil de Quintana Roo IAP (2003). Дата обращения: 30 января 2011. Архивировано из оригинала 2 января 2014 года.